# Guifré de Rià
Guifré Rià o Guifré d'Arrià és un personatge d'autenticitat dubtosa i seria el pare de Guifré el Pelós, mentre que la seva mare seria Almira. El nom de Guifré de Rià apareix per primera vegada en Gesta comitum Barcinonensium, document elaborat al Monestir de Ripoll que va originar la llegenda i el mite de la fundació de Catalunya aquesta crònica va ser elaborada cap als anys 1162-1184, possiblement seguint una referència d'un text redactat a Sant Miquel de Cuixà al voltant de l'any 1127.
La vila de Rià o Arrià i el seu castell del mateix nom es troba a la comarca del Conflent
Jaume Caresmar, tanmateix, i seguint el criteri dels autors de l'Histoire de Languedoc, (1730- 1745) considera que Guifré el Pelós no era descendent de Guifré de Rià i Almira sinó de Suniefred i Ermesinda basant-se en les explicacions d'avantpassats que es donen en una donació a un monestir de Grassa feta l'any 888 per part dels comtes Wifred (Guifré), Radulf i Miró.
També es considera que el nom de Guifré de Rià és el resultat de la confusió en un de sol dels comtes Guifré I i el seu fill i successor Guifré II, que en la documentació consta com a Guifré fill de Guifré.